# Castell Kaneda
El castell Kaneda (金田城, Kaneda-jō) va ser una fortalesa d'estil coreana situada a Tsushima, prefectura de Nagasaki. El castell Kaneda ha estat designat com a d'especial importància nacional.

## Història
El castell Kaneda va ser construït per la cort de Yamato. Després de la derrota de Yamato a la batalla de Hakusukinoe l'any 663 per una aliança amb la dinastia Tang i Silla, l'emperador Tenji va ordenar la construcció de defenses contra una possible invasió.
El castell va ser catalogat com un dels 100 millors castells japonesos continuats el 2017.